# 恩斯特·伊辛
恩斯特·伊辛（德語：Ernst Ising，德語：[ˈiːzɪŋ]，1900年5月10日—1998年5月11日），出生于德国莱茵省科隆，德国物理学家，因发展了伊辛模型而知名。他是布拉德利大学的物理学教授，1976年退休。
1998年，伊辛逝世于美国伊利诺伊州皮奥里亚。